# Aeroportul Rock Hill/York County
Aeroportul Rock Hill/York County (IATA: RKH, ICAO: KUZA, FAA LID: UZA) este un aeroport din Carolina de Sud, Statele Unite ale Americii ce deservește zona Rock Hill⁠(d). Aeroportul a fost tranzitat în 2019 de 4 pasageri. A fost numit după zona deservită.
Situat la o altitudine de 203 m, aeroportul dispune de 1 pistă.

## Infrastructură

### Piste
Aeroportul dispune de o singură pistă. Pista 02/20 are suprafața de asfalt și dimensiunile 5.500 picioare × 100 picioare. 